# Mesacanthion pali
Mesacanthion pali är en rundmaskart som beskrevs av Christian Wieser 1959. Mesacanthion pali ingår i släktet Mesacanthion och familjen Enoplidae. Inga underarter finns listade i Catalogue of Life.